# 比爾城 (密歇根州)
比爾城（英語：Beal City）是位於美國密歇根州伊莎貝拉縣諾特瓦鎮區的一個普查規定居民點。

## 人口
根據2020年美國人口普查的數據，比爾城的面積為10.39平方千米，當中陸地面積為10.39平方千米，而水域面積為0.00平方千米。當地共有人口332人，而人口密度為每平方千米31.95人。